# Liste des sites Ramsar au Tadjikistan
Cet article recense les zones humides du Tadjikistan concernées par la convention de Ramsar.

## Statistiques
La convention de Ramsar est entrée en vigueur au Tadjikistan le 18 novembre 2001.
En janvier 2020, le pays compte 5 sites Ramsar, couvrant une superficie de 946 km2.

## Liste
| Site                    | Province        | Notes | Date            | Superficie (km²) | Altitude (m) | Identifiant Ramsar | Identifiant WDPA | Coordonnées                       | Photo |
| ----------------------- | --------------- | ----- | --------------- | ---------------- | ------------ | ------------------ | ---------------- | --------------------------------- | ----- |
| Lac Kara-Kul            | Haut-Badakhchan |       | 18 juillet 2001 | 364,00           |              | 1082               | 900620           | 39° 04′ 59″ nord, 73° 28′ 59″ est |       |
| Réservoir de Kaïrakkoum | Sughd           |       | 18 juillet 2001 | 520,00           |              | 1083               | 900621           | 40° 19′ 59″ nord, 70° 10′ 01″ est |       |
| Partie basse du Piandj  | Khatlon         |       | 18 juillet 2001 | 0,00             |              | 1084               | 900709           | 37° 10′ 01″ nord, 68° 30′ 00″ est |       |
| Lacs Shorkul et Rangkul | Haut-Badakhchan |       | 18 juillet 2001 | 24,00            |              | 1085               | 900710           | 38° 28′ 01″ nord, 74° 10′ 01″ est |       |
| Lac Zorkul              | Haut-Badakhchan |       | 18 juillet 2001 | 38,00            |              | 1086               | 900619           | 37° 22′ 59″ nord, 73° 19′ 59″ est |       |